# Еманжелинск
Еманжелинск (на руски: Еманжелинск) е град в Русия, административен център на Еманжелински район, Челябинска област. Населението му към 1 януари 2018 година е 28 742 души.